# Celluloid

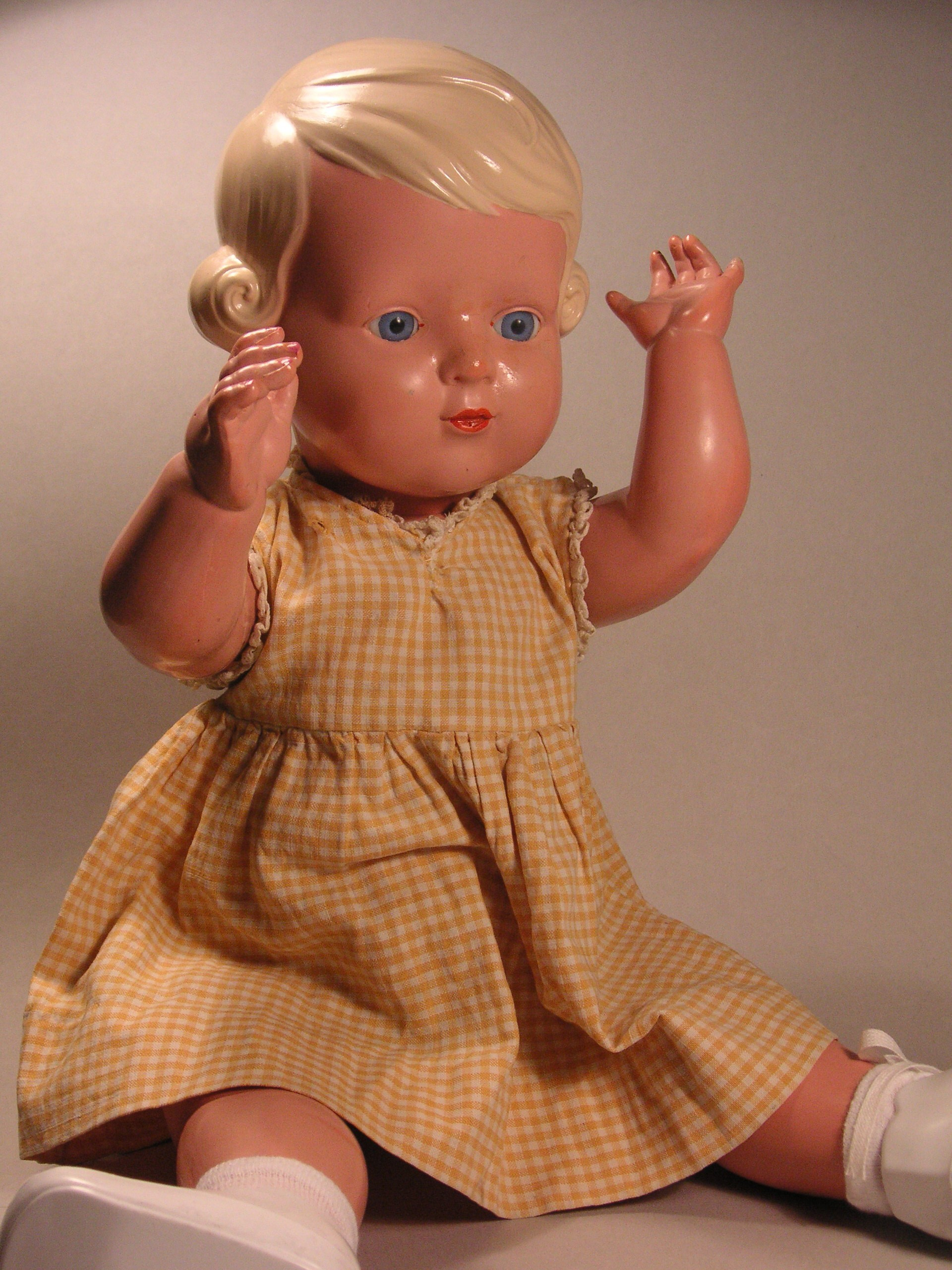
Docka i celluloid, 1950

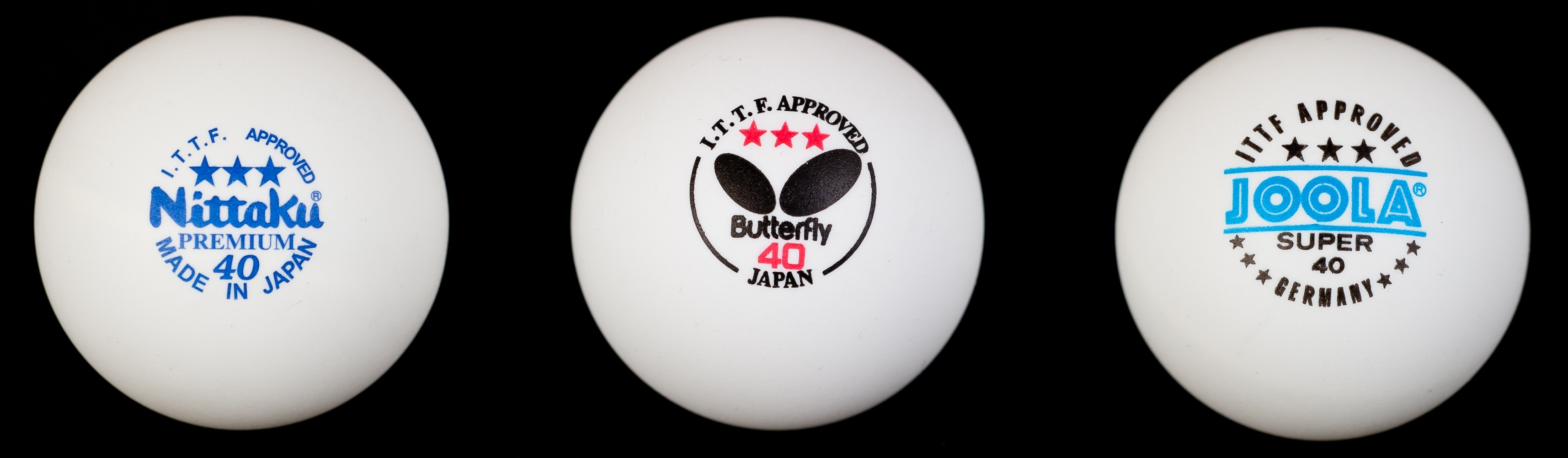
Bordtennisbollar, 2012

Celluloid är en plast som består av cellulosanitrat mjukgjord med kamfer. Celluloiden uppfanns 1868. Det användes i bland annat fotografisk biograffilm och i leksaker, men på grund av sin stora brandfarlighet är den idag mindre vanlig. Den används bland annat till bordtennisbollar.
Celluloid upplöst i aceton ger balsalim.
AB Albin Hagströms dragspel och första elgitarrer var ofta klädda med celluloid.